# Bon-Bon (racconto)
Bob-Bon è un racconto di genere farsesco scritto da Edgar Allan Poe e pubblicato per la prima volta nel 1832 col titolo The Bargain Lost.
Il racconto narra di un uomo chiamato Pierre Bon-Bon, che si crede essere un profondo filosofo, e del suo incontro col diavolo. Tutto l'umorismo della vicenda si basa sullo scambio verbale tra i due, una satira dei filosofi classici Platone e Aristotele: il diavolo finisce col rivelare a Bon-Bon ch'egli è riuscito infine a mangiarsi le anime di molti di questi filosofi.
La prima versione contiene molte differenze rispetto a quella successiva del 1835.

## Trama
Pierre Bon-Bon è il noto proprietario nonché chef di un ristorante francese, famoso sia per le sue ottime frittate che per le tirate filosofiche di stampo metafisico. Il narratore lo descrive come uomo di genio e molto profondo; Bon-Bon ha però una certa inclinazione per la bottiglia e, in una notte nevosa d'inverno, mentre sta bevendo, attorno a mezzanotte incomincia a sentire una voce. Egli la riconosce come esser quella del diavolo in persona.
Alfine questi appare in un abito nero di stile settecentesco che però gli sta alquanto stretto: porta degli occhialini verdi, uno stilo dietro un orecchio ed un gran libro nero dentro il taschino. Bon-Bon gli stringe la mano e gli offre da sedersi. I due s'impegnano presto in una conversazione, la quale diventa subito uno scambio d'idee filosofiche: l'uomo spera di "suscitare importanti idee etiche" da poter esser pubblicate ed acquisir così fama di pensatore originale.
Bon-Bon apprende così che il diavolo non ha mai avuto gli occhi ma che, nonostante ciò, egli sia fermamente convinto che la propria visione sia di molto migliore e più penetrante di quella di Bon-Bon: in realtà il diavolo rivela che può vedere i pensieri altrui, attraverso l'anima che uomini mostrano d'avere. Dopo due intere bottiglie del miglior vino scolate Bon-Bon incomincia ad avere il singhiozzo.
Il diavolo nel frattempo gli sta spiegando come faccia a mangiarsi le anime e comincia ad esporgli un lungo elenco di filosofi famosi che ha finito per mangiarsi in un solo boccone (tra le sue vittime vi sono Catullo, Ippocrate, Quintiliano e Voltaire). Quando lo chef suggerisce che la sua anima è qualificata per essere un ottimo stufato o quantomeno un sufflé, gli viene la tentazione di offrirla al visitatore; ma ecco che il diavolo rifiuta sdegnoso, dopo aver sonoramente starnutito, rispondendo che non potrebbe mai approfittare dello stato d'ubriachezza disgustosa in cui il compagno si trova immerso.
Come il diavolo svanisce dalla sua vista, Bon-Bon nella delusione che prova cerca di lanciare una bottiglia contro l'ospite; prima che ciò accada tuttavia il lampadario che si trova esattamente sopra la sua testa si stacca e lo colpisce, facendogli perdere i sensi.